# Translatio studii
La translatio studii és una locució llatina que serveix per anunciar una teoria del segle xii i xiii segons la qual sovint es produeix una transferència de civilització i de cultura que va d'est a oest. Literalment, significa transmissió (translatio) de la cultura o coneixement (studium). Habitualment aquesta locució llatina va unida a una altra, translatio imperii, transferència de poder. Es tracta, doncs, de recorreguts que van d'Atenes a Roma i de Roma a París.

## Significat
Aquesta teoria és clarament eurocentrista, atès que posiciona a la cultura europea occidental com a superior, i evidencia un clar distanciament amb tot allò que no tingui orígens en els clàssics grecs i llatins. La transferència de coneixements i de cultura referma la importància de la tradició, de l'herència en la història universal. La tradició segons Caputo, és un joc de poder que accentua la unitat, és quelcom que reforça els poders fàctics.
De fet, un cas en què es fa evident la importància d'aquest concepte és en el roman. La complexa relació textual que manté amb moltes de les seves obres contemporànies del mateix gènere, amb poemes trobadorescos i obres filosòfiques és molt estret. Chrétien de Troyes en el pròleg del seu roman Cligés ja fa referència a aquests dos conceptes: 
"Pels nostres llibres hem après que / Grècia va ser la primera en la ca- / valleria i en la clerecia. Després va / passar la cavalleria a Roma i el mi- / llor de la clerecia, i ara ha vingut / a França. Déu vulgui que hi siguin / mantingudes i estimades, i mai sur- / ti de França l'honor que les va fer / deturar-s'hi" » — C. de Troyes. Cligès (v. 28-37)
Una altra de les característiques que determinen la influència del concepte de translatio studii en el roman és que segueix els arquetips d'obres anteriors, que serveixen de matriu per crear un espai textual en l'edat mitjana. No es tracta d'innovar sinó de mantenir una relació amb el passat. El roman reflecteix la fusió de diversos fragments textuals ja existents, que comenta, imita i glossa per crear el seu propi text. Així en el roman no es tracta de representar simplement un model de text o de precisió històrica, sinó que són esglaons d'una cadena textual. Els textos dels quals parteix, no són només textos grecs o llatins, també els romans medievals escrits anteriorment són reproduïts de nou com una mena de continuïtat en la que se segueix el fil d'anteriors escrits.
La translatio studii d'alguna manera és un concepte que es pot comparar amb la intertextualitat, ja que la manera de fer referència als textos antics és el diàleg amb ells. Es tracta també de textos al·legòrics que tenen un fort simbolisme basat en els clàssics. Alguns autors, com Freeman, relacionen els textos medievals amb la mitologia. També es pot relacionar amb les consideracions nacionalistes, com esmenta Otó de Freising, o amb aspectes ancestrals que podrien remuntar-se fins a l'època mítica-xamànica neolítica, dels quals possiblement provenen els textos mitològics grecs, evidentment però amb una reinterpretació cristiana i fantàstica.

## Usos antics
En època romana, la idea de la translatio studii apareixia ja formulada en Ciceró. A les Epístoles d'Horaci s'hi fa referència al trasllat de les arts des de la Grècia clàssica a Roma: Graecia...artes / intulit agresti Latio. Una de les referències més antigues a l'Europa medieval és una carta d'Heiric a Carles el Calb. El concepte segueix molt present a l'imperi dels Hohenstaufen, a partir de l'emperador Frederic Barbarroja, que es vinculen encara més a l'herència literària llatina en assumir la corona de Sicília, on Frederic II instal·la la seva escola italiana de poetes. En el Compendiloquium de Joan de Galles es presenta la idea que la França carolíngia havia de ser una "nova Atenes". Otó de Freising, en la seva Historia de duabus civitatus (1157), dedicada a Barbarroja, vincula la translatio imperii amb la translatio studii.
No obstant això, autors com Florido posen l'èmfasi en descarregar el biaix occicèntric de la transferència dels sabers en l'Europa medieval negant la interpretació unidireccional i ampliant les aportacions culturals originàries i medievals que hi conflueixen. Així, les transferències es produïen simultàniament en l'Occident islamitzat, en què l'àrab es va convertir en vehicle de transmissió de la tradició grecollatina, en paral·lel a la tasca que es realitzava als monestirs i les corts de l'Occident cristià, i en el món bizantí, hereu de l'Imperi romà d'Orient. L'Escola de Traductors de Toledo, on treballen musulmans, cristians i hebreus, seria un exemple de la pluralitat d'aportacions que es dona en els centres de recepció de la translatio. Altrament, la visió unidireccional també obvia de manera intencionada les aportacions egípcies i mesopotàmiques a la civilització clàssica grega, amb una clara voluntat d'apropiació i desfiguració occicèntrica de l'herència cultural rebuda.